# Élections locales écossaises de 2017 à Aberdeenshire
Pour un article plus général, voir Élections locales écossaises de 2017.

Les élections locales écossaises de 2017 à Aberdeenshire se sont tenues le 4 mai 2017.

## Composition du conseil
Majorité absolue : 36 sièges
| Parti               | Sièges  |
| ------------------- | ------- |
| Conservateur        | 23 / 70 |
| SNP                 | 21 / 70 |
| Libéraux-démocrates | 14 / 70 |
| Indépendant         | 10 / 70 |
| Travailliste        | 1 / 70  |
| Vert                | 1 / 70  |